# Kabbala

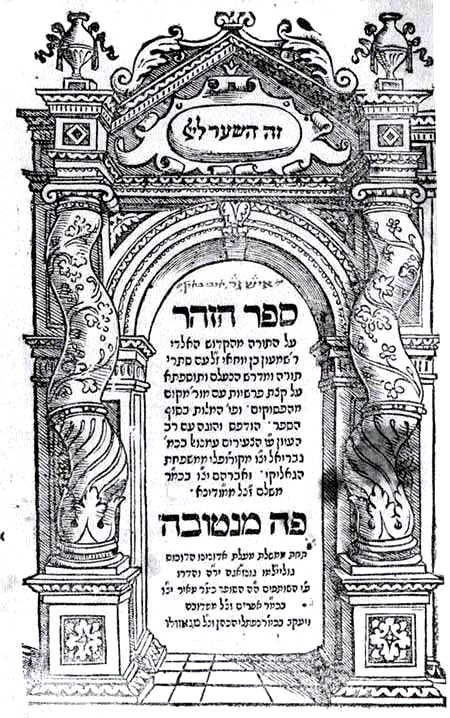
Titelsida till den första utgåvan av Zohar, den huvudsakliga källskriften om kabbala. Tryckt 1558 i italienska Mantua.

Kabbala (hebreiska קַבָּלָה [qabbālā], ‘emottagelse’ eller ‘tradition’; även transkriberat Cabala, Cabalah, Cabbala, Cabbalah, Kabbalah, Kabalah, Kabbala, Qabala, Qabalah), kabbalism, är ett religiöst filosofiskt system som gör anspråk på att ge en mystisk förståelse av den gudomliga naturen och dess ordning.
Kabbala är en viktig del av den judiska mystiken. En av de viktigaste källorna är boken Zohar, en annan Sefer habbahir. Tidigare var gränsen för att få lära sig kabbala 40 år, en begränsning som inte längre gäller.

## Begrepp
En central symbol i kabbalan är livets träd, som i detta system består av de tio sefirot (emanationer) av gudomen. Kabbala anser att gudomen som man kallar för Eyn Sof, är någonting fördolt. Eyn Sof kommunicerar mellan världarna och universum genom sefirot. De tio sefirot anses kunna förklara såväl den fysiska som den metafysiska världen.
Genom ett system av mystisk kunskap beskriver kabbala universum. En viktig del är tikkun olam, som går ut på att även den enskilda individen kan hjälpa gudomen i den pågående skapelseprocessen. Detta sker genom att man i sitt eget liv iakttar och följer de religiösa påbuden mitzvot i Torah. Många ortodoxa judar tolkar kabbala bokstavligt. Sekulära och konservativa judar samt judar inom reformrörelsen tar inte kabbala bokstavligt, men visar ett andligt intresse för det.

### Kelippot (Kliffot)

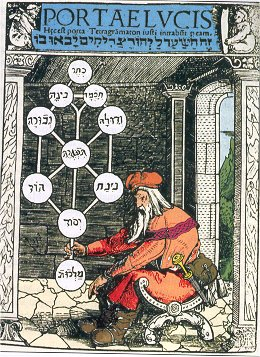
Livets träd, en viktig symbol i kabbalans talmystik.

Kabbalan och livets träd har en motpol eller skuggsida som benämns kelippot (flt.) vilka representeras av kunskapens träd. Detta träd har på samma sätt som livets träd tio sfärer som kallas kelippot. Dessa kelippot sägs vara direkta motsatser till sefiroterna.
Sett ur ett psykologiskt perspektiv kan livets träd symbolisera det medvetna medan det kelippotiska trädet symboliserar det omedvetna, det vill säga det undanträngda och farliga men även det potentiella.
Den kabbalistiska adepten arbetar med kelippot för att nå målet att lära känna sina undanträngda egenskaper, negativa och positiva, och försöker befria sig från de negativa sidorna och utveckla de positiva.

## Historia
Under medeltiden var kabbalan djupt influerad av islams mystik, sufismen, vilket gav upphov till en rik litteratur i Andalusien. Under 1500-talet i staden Safed i nuvarande Israel där den lurianska skolan uppkom skapades också viktig litteratur inom kabbala. Denna skola bär sitt namn efter rabbin Isaac Luria (även kallad Ari) som alla kabbalister i hans efterföljd riktade sig efter. Ytterligare en betydelsefull person var hans lärjunge Chayim Vittal.

### Modern tid
Chassidismen har varit en av de mest inflytelserika källorna till spridandet av kabbalistiska läror i Isaac Lurias efterföljd. Rörelsen startades av Israel ben Eliezer (Baal Shem Tov) (1698–1760), och har fortsatt i många förgreningar fram till idag.
Rabbinen Abraham Isaac Kook (1864-1935) tyckte att kabbalan var betydelsefull.[källa behövs]
En annan inflytelserik kabbalist var rabbin Yehuda Ashlag 1884-1954, även känd som Baal HaSulam ("stegens ägare"), en titel han fick efter att ha färdigställt Sulamkommentaren. Han är även känd för Talmud Eser Sefirot ("Studie av de tio Sefirot"), en kommentar på alla Aris skrifter. Vissa anser att detta verk är hela den kabbalistiska lärans kärna. Ashlags mål var att studera kabbala på ett förståeligt och lättillgängligt sätt för de intresserade. Det finns numera flera organisationer som förespråkar hans idéer.
Förnyat intresse för kabbala har dykt upp bland icke-traditionella judar, men även bland icke-judar. Ett exempel på nutida utövare av kabbala är Madonna.

## Fotnoter
1. ↑  "Livets träd". Paranormal.se. Läst 2012-03-17.
2. ↑  "Kabbala". NE.se. Läst 2012-03-17.